# Досије икс (5. сезона)
Пета сезона серије Досије икс је емитована од 2. новембра 1997. до 17. маја 1998. године и броји 20 епизода.

## Опис
Главна постава се у овој сезони није мењала.

## Улоге

### Главне
- Дејвид Дуковни као Фокс Молдер
- Џилијан Андерсон као Дејна Скали

### Епизодне
- Мич Пилеџи као Волтер Скинер (Епизоде 1, 2, 8, 12, 14, 18–20)

## Епизоде
| Бр. у серији | Бр. у сезони | Назив                  | Редитељ           | Сценариста                                                          | Пpемијерно емитовање |
| --- | ------------ | ---------------------- | ----------------- | ------------------------------------------------------------------- | -------------------- |
| 98 | 1            | Васкрсли (2. део)      | Р. В. Гудвин      | Крис Картер                                                         | 2. новембар 1997.    |
| Скали помаже Молдеру да лажира смрт, али подпада под интензиван надзор. Скинер је под сумњом да је издајник у ФБИ-ју, а Молдер проваљује у министарство одбране у очајничком покшају да спасе Скали, али док је то радио суочио се са истином о трагању за ванземаљцима.                                           |              |                        |                   |                                                                     |                      |
| 99 | 2            | Васкрсли II (3. део)   | Ким Менерс        | Крис Картер                                                         | 9. новембар 1997.    |
| Док Скали лежи на самрти, Пушач доноси важну одлуку да помогне Молдеру. Али чак и кад догађаји долазе у климакс, Молдер схвата да га вера не напушта. |              |                        |                   |                                                                     |                      |
| 100 | 3            | Необични осумњичани    | Ким Менерс        | Винс Гилиган                                                        | 16. новембар 1997.   |
| Порекло Усамљеног револвераша је откривено. Године 1989. двојица продаваца и савезних запослених удружују снаге када се састају са Сузан Модсеки, женом која тврди да је прогони насилни бивши дечко, агент ФБИ-ја по имену Фокс Молдер. Сазнаје се како се агент Молдер састао са три пријатељска и позната лица. |              |                        |                   |                                                                     |                      |
| 101 | 4            | Обилазак               | Брет Даулер       | Френк Спотниц                                                       | 23. новембар 1997.   |
| На путу за ФБи-јев скуп на Флориди, Молдер и Скали застају да помогну у истрази о мистериозном нестанку троје људи у шуми, где пар невидљивих хуманоида вреба. |              |                        |                   |                                                                     |                      |
| 102 | 5            | Пост-модерни Прометеј  | Крис Картер       | Крис Картер                                                         | 30. новембар 1997.   |
| Снимљени у црно-белој техници, Молдер и Скали истражују писмо самохране мајке које их одводи у мали град где модерна верзија Франкенштајновог чудовишта вреба, Џери Спрингер је запоседнутост, а Шер игра значајну улогу.                                                                                          |              |                        |                   |                                                                     |                      |
| 103 | 6            | Божићна прича (1. део) | Питер Маркл       | Винс Гилиган, Џон Шибан и Френк Спотниц                             | 7. децембар 1997.    |
| Кући за празнике, Скали прогони сан у којем сазнаје за чудну повезаност са ћерком мртве жене. |              |                        |                   |                                                                     |                      |
| 104 | 7            | Емили (2. део)         | Ким Менерс        | Винс Гилиган, Џон Шибан и Френк Спотниц                             | 14. децембар 1997.   |
| Скали се бори да заштити ћеркин живот док Молдер открива њено право порекло. |              |                        |                   |                                                                     |                      |
| 105 | 8            | Лов на лисицу          | Данијел Секим     | Винс Гилиган и Тим Минир                                            | 4. јануар 1998.      |
| Када је Потискивач Модел побегао из затвора, Молдер и Скали журе да га ухвате пре него што се освети својој омиљеној мети - агенту Молдеру. |              |                        |                   |                                                                     |                      |
| 106 | 9            | Шизогенија             | Ралф Хемекер      | Џесика Скот и Мајк Волегер                                          | 11. јануар 1998.     |
| Када је малолетник осумњичен да је убио свог оца, Молдер и Скали постају уверени да веће зло вреба у заједници. |              |                        |                   |                                                                     |                      |
| 107 | 10           | Чинга                  | Ким Менерс        | Стивен Кинг и Крис Картер                                           | 8. фебруар 1998.     |
| Скали иде на одмор у Мејн где открива бизаран случај у којем су жртве изгледа нанеле повреде себи - наводно на захтев чудне девојчице. |              |                        |                   |                                                                     |                      |
| 108 | 11           | Прекидач               | Роб Боумен        | Вилијам Гибсон и Том Медокс                                         | 15. фебруар 1998.    |
| Док су истраживали чудне околности смрти рачунарског генија за кога се говорило да је истраживао вештачку интелигенцију, Молдер и Скали постају мете непознатог убице способног за најгора мучења. |              |                        |                   |                                                                     |                      |
| 109 | 12           | Лоша крв               | Клиф Бол          | Винс Гилиган                                                        | 22. фебруар 1998.    |
| Док је истраживао бизарна искрварења у Тексасу, Молдер је убио малолетника за кога је мислио да је вампир. Чекајући да се нађу са Скинером, Молдер и Скали покушавају да ускладе своје приче причајући једно другом различите верзије оног што се десило.                                                          |              |                        |                   |                                                                     |                      |
| 110 | 13           | Пацијентт "Х" (1. део) | Ким Менерс        | Крис Картер и Френк Спотниц                                         | 1. март 1998.        |
| Скали се повезује са Касандром Спендер, женом која тврди да су је отели ванземаљци. Док се Молдерово неверовање у ванземаљску заверу сада испитује, он се суочава са већом претњом у ФБИ-ју. |              |                        |                   |                                                                     |                      |
| 111 | 14           | Црвено и црно (2. део) | Крис Картер       | Крис Картер и Френк Спотниц                                         | 8. март 1998.        |
| Када је Касандра Спендер нестала, а њен син Џефри бесно покушава да упадне у ФБИ, Молдер и Скали су под хипнозом да би се сазнала истина. Синдикат, у међувремену, убрзава њихове провере око ванземаљске вакцине, жртвујући једног свог радећи то.                                                                |              |                        |                   |                                                                     |                      |
| 112 | 15           | Путници                | Вилијам А. Грејем | Џон Шибан и Френк Спотниц                                           | 29. март 1998.       |
| Године 1990. бизарно убиство тера младог Фокса Молдера да испита бившег агента ФБИ-ја који је истраживао један од првих случајева Досијеа Икс '50-тих - случај у који је можда умешан Молдеров отац. |              |                        |                   |                                                                     |                      |
| 113 | 16           | Око разума             | Ким Менерс        | Тим Минир                                                           | 19. април 1998.      |
| Агенти Молдер и Скали истражују убиство које је изгледа починила слепа жена, али Молдер сумња да њена умешаност није таква каква изгледа. |              |                        |                   |                                                                     |                      |
| 114 | 17           | Све душе               | Ален Калтер       | Синопис: Џон Шибан и Френк Спотниц Сценарио: Били Браун и Ден Енџел | 26. април 1998.      |
| Изненадна смрт младе хендикепиране девојке тера оца Мекјуа да потражи од Скали помоћ, али њена истрага је одводи до тајне за коју се плаши да је разуме. |              |                        |                   |                                                                     |                      |
| 115 | 18           | Могућност "Пајн Блаф"  | Роб Боумен        | Џон Шибан                                                           | 3. мај 1998.         |
| Скали почиње све више да буде сумњива Молдеру, чије увећано чудно понашање указује да можда ради за други циљ. |              |                        |                   |                                                                     |                      |
| 116 | 19           | Међусобно лудило       | Ким Менерс        | Винс Гилиган                                                        | 10. мај 1998.        |
| Молдер и Скали проналазе обманутог човека који мисли да му је шеф чудовиште - и вољан је да плати било коју цену да докаже то. |              |                        |                   |                                                                     |                      |
| 117 | 20           | Крај                   | Р. В. Гудвин      | Крис Картер                                                         | 17. мај 1998.        |
| Истражујући убиство шахисте, Молдер и Скали упознају дечака који је можда отеловљење свега у Досијеу Икс. |              |                        |                   |                                                                     |                      |